# الإسلام في سنغافورة
يعد الإسلام ثالث أكبر ديانة في سنغافورة، حيث يمثل المسلمون حوالي 15.6٪ من السكان، وفقًا تعداد 2020. غالبية المسلمين في سنغافورة هم من المسلمين السنة الذين يتبعون المذهب الشافعي أو الحنفي. غالبية السكان المسلمين، حوالي 80٪ هم من الملايو، بينما 13٪ من أصل هندي. وهناك آخرون من المجتمعات الصينية والعربية والأوراسية. كان التجار العرب أول من نقل الإسلام إلى سنغافورة، وذلك عندما انتشر الإسلام في الملايو والهند وأندونيسيا، وانتقل الإسلام مع هذه البلاد في هجرتها إلى سنغافورة. واتسع انتشار الإسلام في القرن التاسع الهجري، ووصلت سنغافورة جماعات عديدة من البلدان المجاورة لها.
حسب التعداد السكاني  نسبة المسلمين في سنغافورة من 16.2% في عام 1980. وشهدت نسبة المسلمون بين عام 2010 وعام 2015 انخفاضاً بنسبة 0.7%.

## المساجد
يوجد بسنغافورة 72 مسجدا. ومن أقدمها مسجد ملقا بني في سنة (1236 هـ -1845 م)، وخصصت أماكن لصلاة النساء ببعض مساجدها.

## التعليم
يتلقى أبناء المسلمين تعليماً إسلامياً في بعض المدارس الإسلامية، ويتلقى ثلث أبناء المسلمين قواعد الدين عن أبائهم، ويدرس الدين في المساجد لبعض الشباب المسلم، ويوجد حوالي 90 مدرسة تعاني من نقص الكفاءات، كما تواجهها صعوبات مالية، وبسنغافورة دار للعلوم كمدرسة عليا لتخريج رجال الدين، ويعاني المسلمون بسنغافورة من قلة الحفظة للقرآن الكريم، وتحفيظ القرآن قاصر على جهود المجلس الإسلامي بسنغافورة، وتوجد 6 مدارس عربية بسنغافورة، ويتلقى بعض علماء الدين دراستهم بأندونسيا والبلاد العربية.

## الجمعيات الإسلامية
توجد بسنغافورة جمعية وجماعة إسلامية منها (جمعية الدعوة الإسلامية) وقد تلقت معونات من المملكة العربية السعودية، فلقد ساعدت في بناء قاعة الملك فيصل التذكارية، وقد شيدت هذه الجمعية مركزاً إسلامياً ومستشفي ومستوصفاً، وتوجد جمعية (التاميل المسلمة) وجمعية (المسلمين الجدد) وجمعية (تثقيف النشء) وجمعية (الشبان المسلمين) وجمعية (الملايويين) وجمعية (دار الأرقم) وجمعية (الشابات المسلمات) وجمعية (الطلاب المسلمين) وجمعية (منداكي)، وللجمعيات الإسلامية بسنغافورة صلات مع المنظمات الإسلامية في ماليزيا وإندونسيا وبروني، كما لها صلات مع رابطة العالم الإسلامي ومؤتمر العالم الإسلامي، ويصدر المجلس الإسلامي بسنغافورة بعض النشرات باللغة الملاوية، والإنجليزية.

## معرض صور

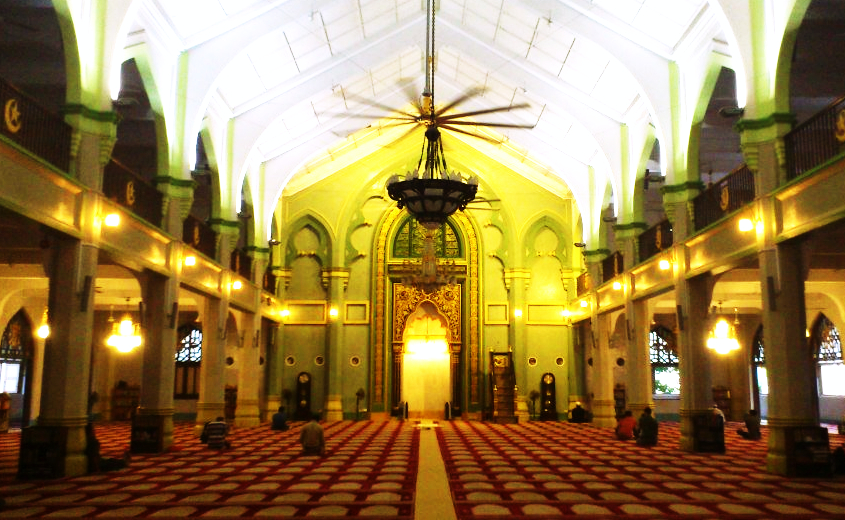
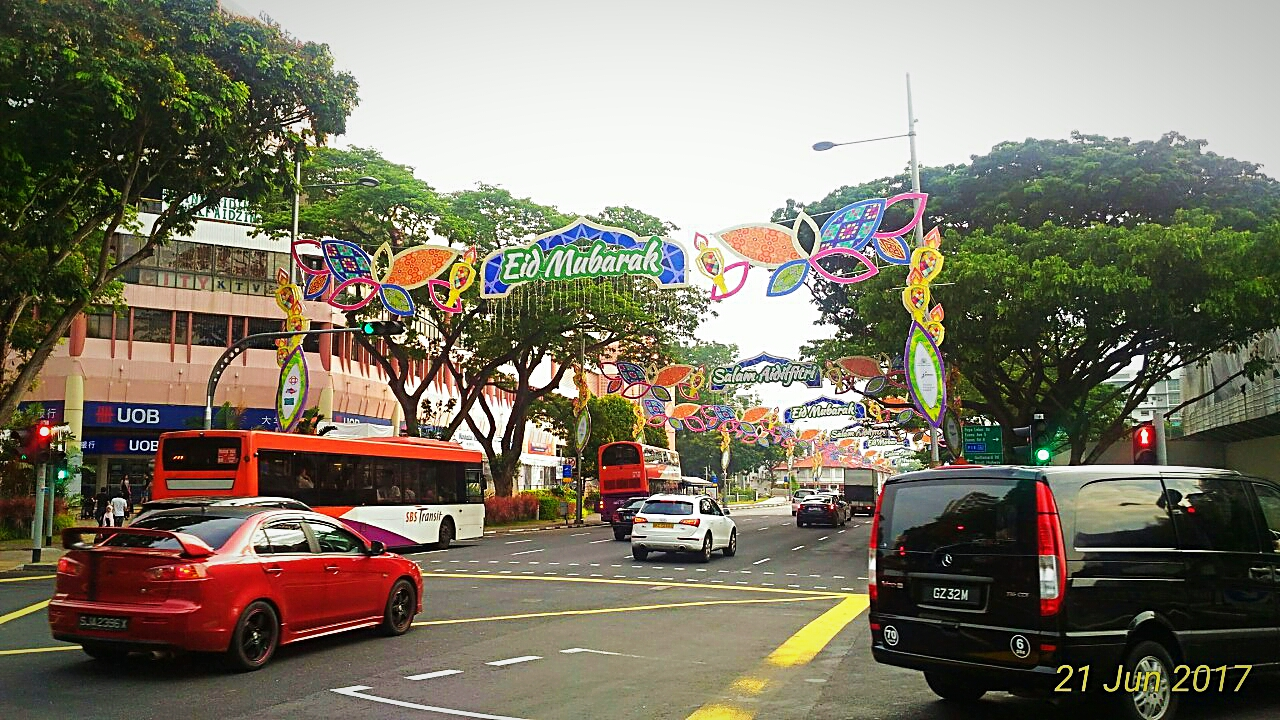
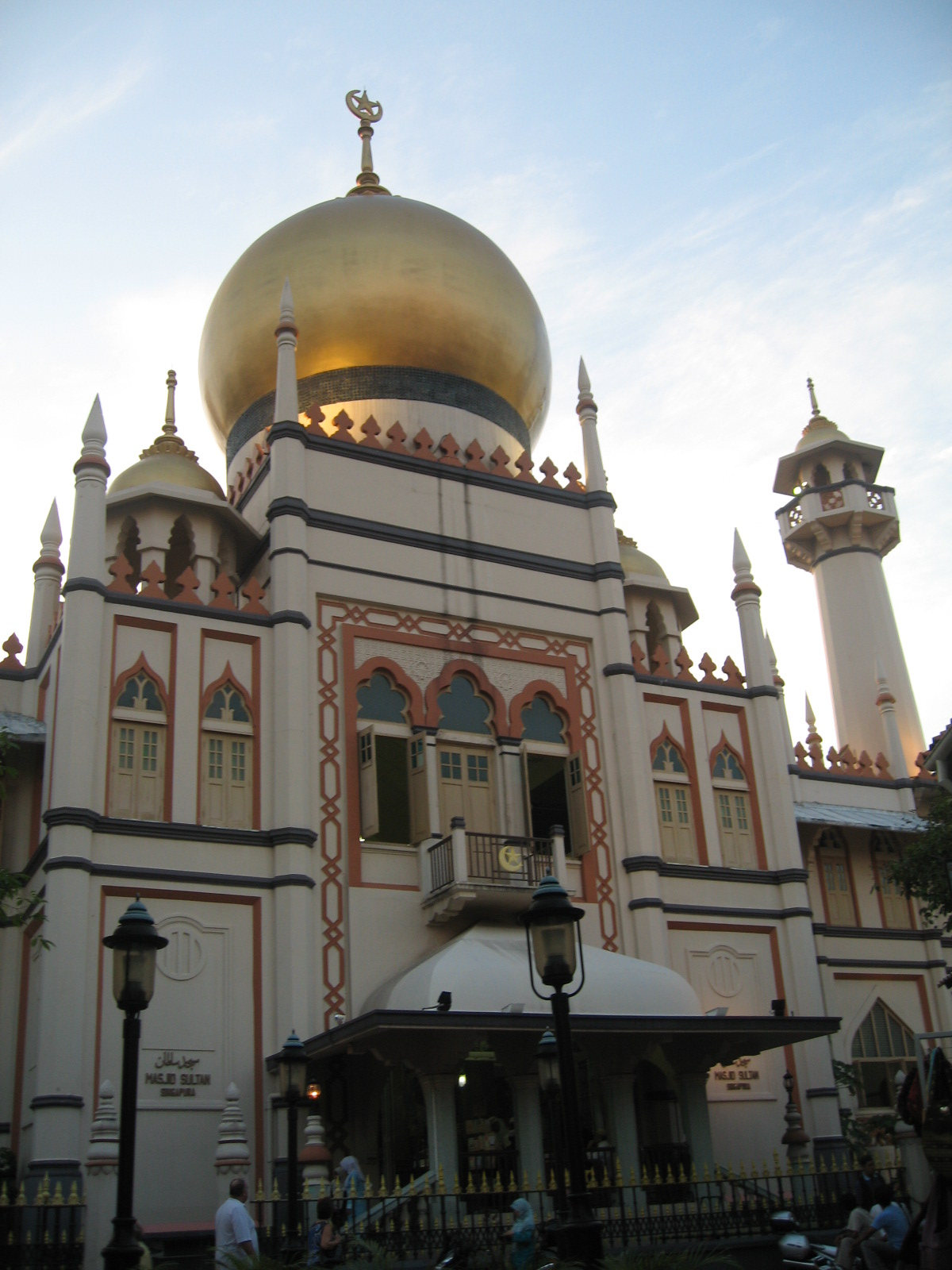

## المصدر
- الأقليات المسلمة في آسيا وأستراليا - سيد عبد المجيد بكر.